# Rite lyonnais

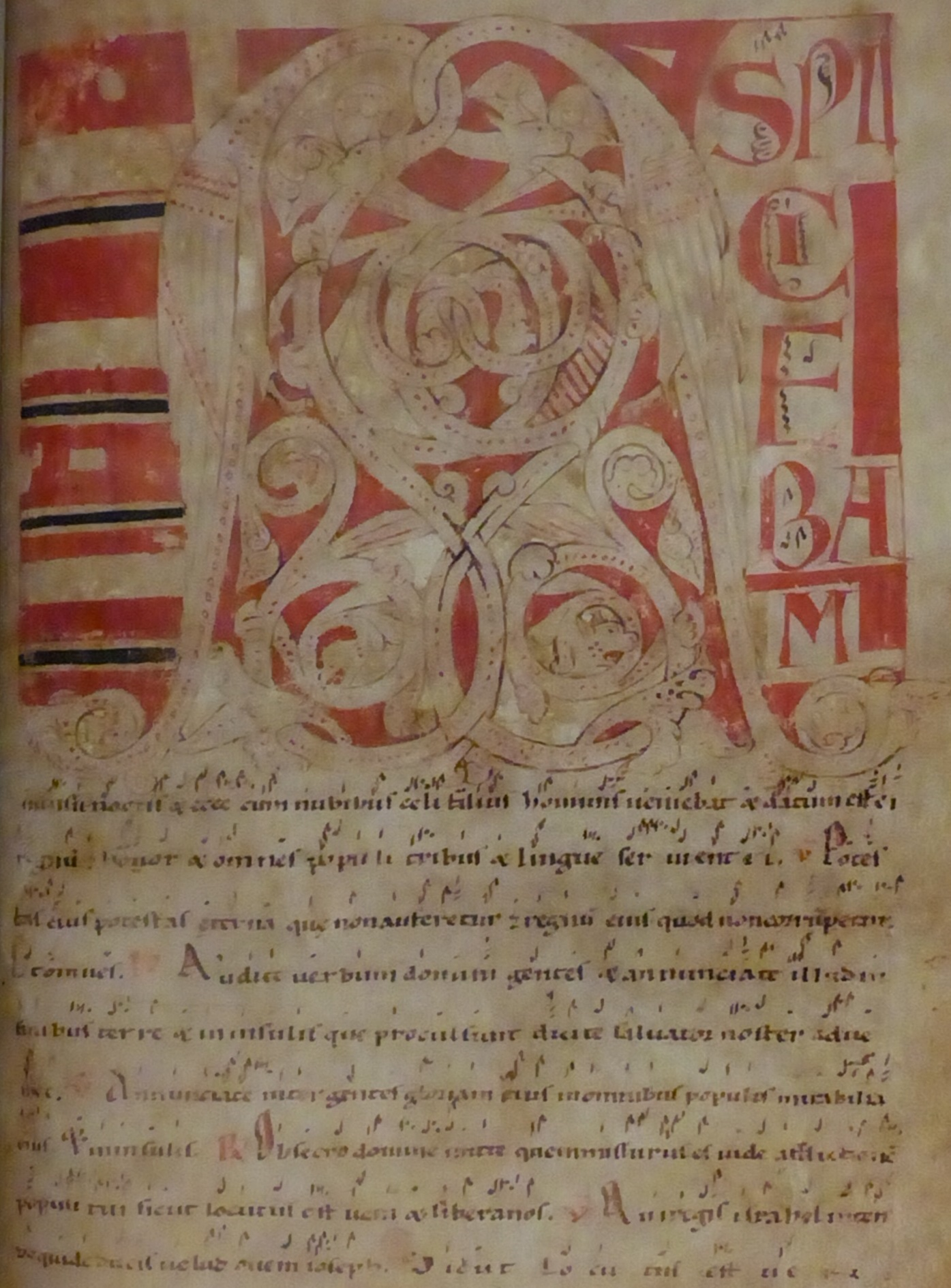
Antiphonaire à l'usage du rite lyonnais, XIIe siècle. Premier répons des matines du premier dimanche de l'Avent. Lettre ornée A “Aspiciebam” et notation musicale.

Le rite lyonnais (en latin : le ritus lugdunensis) est une des manières de célébrer la messe et les sacrements dans l'Église catholique latine. Il est attesté, comme rite propre de l'archidiocèse de Lyon, dès le IXe siècle, mais à la différence des rites ambrosien ou  mozarabe, il a quasiment disparu à la suite des réformes liturgiques de 1969. Toutefois, certaines de ses caractéristiques (surtout des points de détail) persistent dans la liturgie célébrée dans certaines églises de Lyon, par exemple à la primatiale Saint-Jean-Baptiste, l'église-cathédrale de Lyon. Ainsi, par exemple, le rite de l'encensement est différent : il se fait à chaîne longue, à l'orientale, et non à chaîne courte comme dans le rite romain.

## Histoire de la liturgie lyonnaise

### Un rite antique
Le rite lyonnais puise ses particularités dans une histoire riche de composantes fixées depuis le bas Moyen Âge. Il se situe, comme le rite romain, dans le système liturgique occidental, mais avec des emprunts aux rituels gallicans en vigueur jusqu’au IXe siècle. Ceux-ci furent marginalisés par la romanisation progressive des liturgies franques voulue par Charlemagne, mais le rite lyonnais en conserva un certain nombre.
Le socle principal sur lequel repose la liturgie lyonnaise est donc le rite romain du IXe siècle tel qu'il se pratiquait autour de l'empereur, auquel s’ajoutent des reliquats de liturgie d'origine franque. Mais si le rite romain est en constante évolution, le rite lyonnais se caractérise par un conservatisme extrême. Formé vers 850, celui-ci ne connaîtra ses premiers changements qu’au XVIIIe siècle, au moment des réformes d'Antoine de Montazet. Défendu ardemment par l'archevêque et le chapitre de la cathédrale Saint-Jean, ceux-ci résistent ainsi aux réformes du Concile de Trente.

### La romanisation progressive
Avant lui, des innovations liturgiques ont commencé à modifier le rite lyonnais, promues par Charles-François de Rochebonne.
En 1749, Antoine de Montazet promulgue sans l'aval du chapitre cathédral un nouveau missel. Sa volonté est de se rapprocher des livres liturgiques romains, et d'aligner presque tout le missel lyonnaissur le missel parisien. Cette décision ne fait qu’entériner un mouvement initié dès la fin du XVIIe siècle. Toutefois, les religieux lyonnais attachés à leur forme de culte n'acceptent pas la décision et utilisent tous les moyens de recours dont ils disposent. De procès en procès, le conflit arrive jusqu'au Parlement qui tranche en faveur de l'archevêque. Durant le conflit, Antoine de Montazet réforme également le bréviaire local. Son action lui vaut des accusations de jansénisme. Toutefois, si les textes changent, le rite en lui-même reste peu modifié.
À la sortie de la Révolution française, le clergé lyonnais parvient à expurger du bréviaire les parties jugées trop jansénistes.
Le rite se modifie au XIXe siècle. Un orgue est installé dans la cathédrale, alors que jusqu'ici, toutes les cérémonies n'utilisaient que le plain-chant, sans instrument.
Le cardinal de Bonald, en 1866, promulgue un missel dont l’intitulé est à lui seul annonciateur du contenu : Missale Romano-Lugdunense, sive missale Romanum in quo ritus Lugdunenses ultimi tridui ante Pascha, ordinis missae et vigiliae Pentecostes auctoritate Sanctae Sedis Apostolicae iisdem ritibus romanis proprio loco substituuntur.
L’édition de 1904, conduite par le cardinal Coullié, intercalait des rites et des fêtes propres. La dernière édition typique du Missel lyonnais fut publié en 1956, avec le cardinal Gerlier. Neuf ans plus tard, en 1965, alors que les réformes liturgiques du Concile Vatican II se préparaient avec de plus en plus d’acuité, un rituel propre au diocèse de Lyon était encore publié.
Malgré cette dernière publication, les réformes de 1970 entrainèrent la disparition presque complète du rite lyonnais, remplacé par le rite romain rénové par Paul VI. Seuls quelques chanoines-comtes de Lyon et quelques membres de la société Saint-Irénée maintinrent la pratique de ce rite occasionnellement.[réf. nécessaire]
Le rite est également pratiqué de manière hebdomadaire dans l'église catholique Saint-Georges au centre de Lyon,.

## Messe lyonnaise et messe romaine
C’est dans les déploiements de la messe pontificale que se rencontrent les différences entre rite romain et lyonnais les plus nettes, mais des nuances notables sont décelables dès la messe basse. Voici les principales divergences :
« Pour la messe basse, notez avant tout : texte différent des prières au bas de l’autel ; conservation des séquences (disparues au romain après le Concile de Trente) ; utilisation d’un corporal à quinze parties ; offertoire différent (hostie et calice en même temps) ; bras du prêtre en croix pendant l'Unde et memores, en croix sur la poitrine pendant le Supplices te rogamus ; […] transport du missel fermé (ouvert au romain) par le servant […].»
À la messe pontificale, le déploiement maximal de la pompe liturgique lyonnaise accentue encore les différences. Là où la liturgie romaine requiert le service d'une quinzaine de clercs, la messe lyonnaise mobilise trente-six servants. À la cathédrale Saint-Jean par exemple, jusqu'à la réforme liturgique de Paul VI, le chœur descendait jusqu'au commencement des stalles afin de ménager un espace suffisamment vaste pour le déroulement des cérémonies pontificales. Pour les messes solennelles, la plupart des chants étaient psalmodiés sur des tons différents de ceux du rite romain, un sous-diacre se tenait derrière l'autel pendant l'élévation - pour cette raison, l'autel lyonnais n'était jamais adossé au mur de l'abside - et encensait à longue chaîne, à la manière orientale. De plus, les ministres inférieurs utilisaient un manipule, à l'instar du prêtre, et un rite propre à Lyon, l'administration, avait lieu pendant le Graduel.
Une dernière différence majeure apparaissait lors de la messe pontificale du jeudi-saint : les six prêtres assistant l'évêque concélébraient avec lui sacramentellement, seule occasion, avec les rites d'ordination, de concélébration dans l'ensemble des rites latins.
Ces particularités apparaissaient aux yeux du simple fidèle par la simple comparaison des oraisons du Missel, mais les différences entre forme tridentine du rite romain et rite lyonnais à la messe basse, et même à la messe chantée, sont assez minimes. Toutefois, il semble que des coutumes propres comme « l'administration » et le « rite des tablettes » étaient connues des catholiques lyonnais. La messe solennelle lyonnaise est une réduction de la messe pontificale. Aux fêtes solennelles, les ministres sacrés pouvaient être assistés de ministres indults. Le Sous-Diacre n'apparaissait dans le presbytère que le temps de ses fonctions, étant dans sa stalle le reste du temps. Les vêpres solennelles étaient caractérisées par l'absence de chapiers. Seul l'officiant revêtait la chape pendant l'antienne de Magnificat pour encenser l'autel durant ce cantique et la quittait aussitôt après. Ainsi, le rite lyonnais, au début des années soixante, était encore bien vivant.
Par ailleurs, certains éléments de tout temps présents dans la liturgie de Lyon se sont vu remettre en valeur dans le rite romain à l’issue des réformes du Concile Vatican II, à l’instar de la concélébration. Ceci explique peut-être la faiblesse des oppositions que rencontra la pratique nouvelle dans le diocèse de Lyon, alors que certains la virent ailleurs comme non-traditionnelle.